# Olaf Magnusson
Olaf Magnusson (1099 – 22. prosinec 1115) byl norský král v letech 1103–1115. Byl nemanželským synem krále Magnuse III. a Sigrid, dcery Sakseho z Viku.
Králem se stal po otcově smrti v roce 1103 společně se svými dvěma bratry, Øysteinem Magnussonem a Sigurdem I. Jorsalfarem. Norsko tedy mělo do roku 1115 hned tři krále najdenou. Olaf byl tehdy ještě velmi mladý (narodil se v roce 1099), a tak za něj jeho starší bratři vládli jako regenti v oblastech, které měl Olaf spravovat. V roce 1107 král Sigurd vedl křížovou výpravu na podporu nově vzniklého Jeruzalémského království a do Norska se vrátil až v roce 1111. Během této doby byl Øystein regentem za oba bratry.
Na přelomu podzimu a zimy roku 1115 mladý Olaf náhle onemocměl a v důsledku této choroby 22. prosince zemřel.
Zajímavostí je, že Olaf Magnusson byl vypuštěn z počítání pořadí králů se stejným jménem. Takže král Olaf V. by se jmenoval Olaf VI. (kdyby byl Olaf Magnusson započítán).